# Snake Creek (Oklahoma)
Snake Creek est une census-designated place du comté de Mayes, dans l'État d'Oklahoma, aux États-Unis,. En 2020, elle compte une population de 255 habitants.